# Samarjeet Singh
Samarjeet Singh (* 7. November 1988) ist ein indischer Leichtathlet, der sich auf den Speerwurf spezialisiert hat.

## Sportliche Laufbahn
Erste internationale Erfahrungen sammelte Samarjeet Singh im Jahr 2006, als er bei den Juniorenasienmeisterschaften in Macau mit einer Weite von 64,85 m den fünften Platz. 2010 nahm er erstmals an den Südasienspielen in Dhaka teil und gewann dort mit 71,65 m die Bronzemedaille hinter seinem Landsmann Kashinath Naik und dem Pakistaner Muhammad Imran. Anschließend erreichte er bei den Commonwealth Games in Neu-Delhi mit 68,84 m Rang acht. 2013 gewann er dann bei den Asienmeisterschaften in Pune mit 75,03 m die Bronzemedaille hinter dem Usbeken Ivan Zaysev und Sachith Maduranga aus Sri Lanka. 2016 erreichte er bei den Südasienspielen in Guwahati mit 75,39 m den vierten Platz.